# Anthony Colette
Pour les articles homonymes, voir Colette (homonymie).
Anthony Colette est un danseur et chorégraphe français, né le 1er février 1995 à Avignon (Vaucluse). Il est également entrepreneur et comédien.
Il est principalement connu pour sa participation à l'émission télévisée Danse avec les stars, sur TF1, de 2017 à 2024.

## Biographie

### Enfance, formation
Anthony Colette naît le 1er février 1995 à Avignon, en Vaucluse. Il grandit et effectue sa scolarité dans les lycées privés catholiques Pasteur et Saint-Joseph. Au cours de son enfance et adolescence, il pratique plusieurs sports, dont la boxe et le football.
À l'âge de 18 ans, il change de voie et décide de se consacrer spécifiquement à la danse sportive, inspiré notamment par l'émission de télévision Danse avec les stars. Développant une grande passion pour cette activité, son ambition et son talent le poussent à intégrer l'école de danse de Marc Barbieri, à Aubagne. Il s'épanouit dans l'apprentissage de ce sport et, très vite, enchaîne différentes compétitions de danse. Il se distingue dans sa discipline en remportant plusieurs palmarès. Il se spécialise rapidement en danses sportive et latine. 
Accompagné de sa partenaire Anaïs Riera, il atteint la troisième place au Championnat de France 2016 de danses latines dans la catégorie Espoir. Le duo est aussi finaliste des Coupes de France Adultes et Podium de danse latine depuis 2016, finaliste du Championnat de France de danses latines américaines 2017 dans la catégorie Adultes et participe à l'émission Rising Star de M6.

### Télévision

#### Danse avec les stars
À partir de 2017, Anthony Colette intègre l'équipe de danseurs professionnels de l'émission Danse avec les stars sur TF1, qui le fait connaître du grand public,,,. Il a pour partenaire :
- la comédienne Joy Esther (saison 8, automne 2017), avec laquelle il termine cinquième,
- la Miss France 2016 et Miss Univers 2016 Iris Mittenaere (saison 9, automne 2018), avec laquelle il termine deuxième en finale,
- la comédienne et chanteuse Elsa Esnoult (saison 10, automne 2019), avec laquelle il termine troisième en demi-finale,
- la comédienne Lucie Lucas (saison 11, automne 2021), avec laquelle il termine septième,
- la Miss France 2021 Amandine Petit (saison 12, automne 2022), avec laquelle il termine huitième,
- la chanteuse Natasha St-Pier (saison 13, printemps 2024), avec laquelle il remporte la compétition.

En 2024, il participe aussi à Danse avec les stars d'Internet : il a pour partenaire :
- la vidéaste web Natoo (printemps 2024).

#### Autres participations
Le 20 juillet 2019, Anthony Colette participe à l'émission Fort-Boyard sur France 2, aux côtés de Juan Arbelaez, Valérie Damidot, Keen'V, Guillaume Pley et Terence Telle.
En 2021, il participe à l'émission Stars à nu sur TF1. En 2025, il participe à la 4ème saison des traitres en tant que loyal et atteint la finale remportée par le traitre Adil Rami.

### Autres activités
En septembre 2019, Anthony Colette dévoile son nouveau projet : le lancement mondial de la vodka parisienne Touché,. Le 19 septembre de la même année, il publie son autobiographie Danse avec tes rêves (éd. Hors collection), dans laquelle il retrace son parcours artistique. Puis courant de l'année 2022, il sort des romans graphiques pour adolescent intitulé : Les petits Danseurs  (éd. Les Dragons d'Or).
En 2021, il débute en tant que comédien dans la série télévisée Léo Matteï, Brigade des mineurs, sur TF1, dans le rôle de Cédric. Il enchaîne également avec la série Demain nous appartient, dans le rôle d'Hadrien.
Le 11 juin 2021, il annonce sur son compte Instagram la sortie de son premier single, Bella Bella. Son premier album, Elles, sort le 20 août de la même année.
En 2024, à la suite de son aventure dans Danse avec les stars d'Internet, diffusée sur la chaîne Twitch de Michou (à l'origine du concept), il lance lui aussi sa propre chaîne Twitch. La même année, il sort son deuxième album, Irréelle,.

### Vie privée
Anthony Colette a été en couple pendant quatre ans avec son ancienne partenaire de compétition, Anaïs Riera.
En 2019, il est en couple avec Iris Mittenaere, Miss France 2016 et Miss Univers 2016, rencontrée sur le plateau de Danse avec les stars. Le 4 septembre, il annonce sa rupture avec elle.
Depuis 2020, il est en couple avec Giulia Caillaud, maquilleuse rencontrée sur Danse avec les stars.

## Filmographie

### Séries télévisées
- 2021 : Léo Matteï, Brigade des mineurs : Cédric (rôle principal, saison 8)
- 2021-2022 : Demain nous appartient : Hadrien
- 2022 : Les Mystères de l'amour : Anthony
- 2023 : Mémoires à vif : James Lopez

## Discographie
- Février 2021 : Single Les plus belles histoires d'amour en duo avec Elsa Esnoult
- Juin 2021 : Single Bella Bella
- Août 2021 : Album Elles
- Février 2024 : Single Zig Zag
- Avril 2024 : Single La noche
- Mai 2024 : Album Iréelle

## Publications
- Danse avec tes rêves, Hors collection, 2019, 224 p.
- Les petits danseurs, sur un tango, Livres du Dragon D'or, 2021, 168 p.
- Les petits danseurs, sur une valse Livres du Dragon D'or, 2022, 174 p.